# Pljoessa
De Pljoessa (Russisch: Плюсса) is een Russische rivier die stroomt in de oblast Pskov en de oblast Leningrad. 
De Pljoessa is een zijrivier van de Narva (rechteroever). Ze komen samen aan de zuidkant van het Narva-stuwmeer. De belangrijkste stad aan de Pljoessa is Slantsy.
De lengte bedraagt 281 kilometer, het stroomgebied is 6550 km² en het gemiddelde debiet is 50 m³ per seconde.